# Svetlana Tchernooussova
Pour les articles homonymes, voir Tchernooussova.
Svetlana Tchernousova, née le 18 septembre 1970 à Krasnoïarsk est une biathlète russe. Deux fois championne du monde de relais en 2000 et 2003, elle remporte sur l'épreuve du sprint son unique victoire individuelle en Coupe du monde en 2005 à Ruhpolding.

## Biographie
Elle prend part à sa première course dans la Coupe du monde en 1999 à Oslo. Au début de la saison suivante, elle marque directement ses premiers points avec une quatorzième place à l'individuel d'Hochfilzen. Lors des semaines suivantes, elle gagne un relais à Oberhof puis arrive deuxième de la poursuite d'Östersund, pour son premier podium individuel. Elle est alors sélectionnée pour les Championnats du monde à Oslo, où elle est d'abord sixième du sprint, puis huitième de la poursuite notamment avant de contribue au titre mondial de la Russie sur le relais avec Olga Medvedtseva, Galina Koukleva et Albina Akhatova. En 2003, elle gagne de nouveau ce titre aux Championnats du monde devant le public russe de Khanty-Mansiïsk.
Elle monte sur deux autres podiums individuels en Coupe du monde : deuxième de la mass start d'Oberhof en 2002 et victorieuse du sprint de Ruhpolding en 2005. Son autre succès personnel sur la scène internationale a aussi lieu en 2005, lorsqu'elle devient championne d'Europe du sprint à Novossibirsk. 
Elle obtient ses ultimes podiums aux Championnats du monde de biathlon d'été en 2006, avec la médaille d'or sur le sprint et la médaille d'argent sur la poursuite. Elle prend sa retraite sportive à l'issue de l'hiver suivant.

## Palmarès

### Championnats du monde
| Mondiaux \ Épreuve     | Individuel        | Sprint            | Poursuite         | Départ en masse | Relais               |
| 2000 Oslo-Holmenkollen | 15e               | 6e                | 8e                | 21e             | Médaille d'or, monde |
| 2001 Pokljuka          | -                 | 66e               | -                 | 22e             | -                    |
| 2002 Oslo-Holmenkollen | JO Salt Lake City | JO Salt Lake City | JO Salt Lake City | 18e             | JO Salt Lake City    |
| 2003 Khanty-Mansiïsk   | 15e               | -                 | -                 | 19e             | Médaille d'or, monde |
| 2005 Hochfilzen        | -                 | 13e               | 28e               | -               | -                    |

### Coupe du monde
- Meilleur classement général : 9e en 2003.
- 3 : podiums individuels : 1 victoire et 2 deuxièmes places.
- 14 podiums en relais : 6 victoires, 5 deuxièmes places et 3 troisièmes places.

#### Détail de la victoire individuelle
| Édition / Épreuve | Individuel | Sprint     | Poursuite | Départ en masse | Total |
| 2004-2005         | -          | Ruhpolding | -         | -               | 1     |

#### Classements en Coupe du monde
| Saison    | Classement général final | Individuel | Sprint | Poursuite | Mass start |
| 1999-2000 | 11e                      | 8e         | 16e    | 9e        | 17e        |
| 2000-2001 | 13e                      | 12e        | 13e    | 12e       | 15e        |
| 2001-2002 | 19e                      | 44e        | 15e    | 19e       | 15e        |
| 2002-2003 | 9e                       | 12e        | 11e    | 11e       | 15e        |
| 2003-2004 | 59e                      | 44e        | 57e    |           |            |
| 2004-2005 | 24e                      | 33e        | 21e    | 23e       | 46e        |

### Championnats d'Europe
- Médaille d'or du relais en 2004.
- Médaille d'or du sprint en 2005.

### Championnats du monde de biathlon d'été
- Médaille d'or du sprint en 2006.
- Médaille d'argent de la poursuite en 2006.